# Bezirk Mērsrags
Der Bezirk Mērsrags (Mērsraga novads) war ein Bezirk in Lettland, der von 2010 bis 2021 existierte. Bei der Verwaltungsreform 2021 wurde der Bezirk aufgelöst, seine Gemeinden gehören seitdem zum Bezirk Talsi.

## Geographie
Das Bezirksgebiet lag im Westen des Landes an der Rigaer Bucht.

## Bevölkerung
Ab 2008 bildeten die Gemeinden Mērsrags und Roja eine gemeinsame Verwaltungseinheit, bevor der Gemeinderat 2010 beschloss, einen eigenen novads zu bilden. 2010 lebten 1823 Einwohner in der Gesamtgemeinde, 2020 waren es 1407 Einwohner.

## Nachweise
1. ↑  Vides aizsardzības un reģionālās attīstības ministrija (Ministerium für Naturschutz und Regionalentwicklung), Karten und Auflistung der Verwaltungseinheiten, abgerufen am 17. Juli 2021
2. ↑  Bevölkerung der Regionen, Städte und Bezirke Centrālā statistikas pārvalde (Statistisches Amt der Republik Lettland), abgerufen am 10. April 2021.